# Türkische Botschaft Tirana

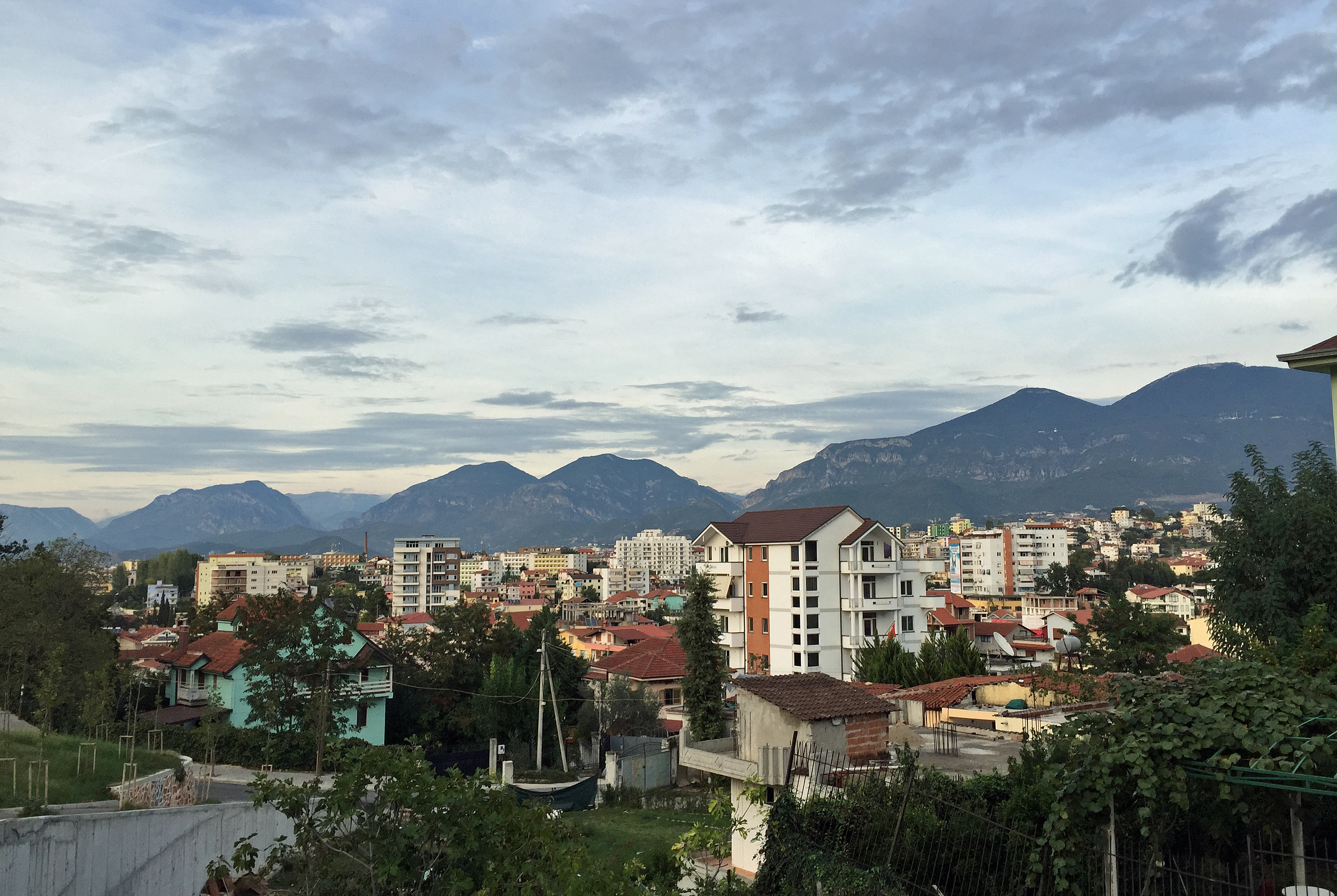
Südlicher Stadtrand von Tirana mit dem Botschaftsgebäude (weißer Neubau in der Bildmitte)

Die Türkische Botschaft Tirana (offiziell: Botschaft der Republik Türkei Tirana; türkisch Türkiye Cumhuriyeti Tirana Büyükelçiliği oder T.C. Tirana Büyükelçiliği) ist die höchste diplomatische Vertretung der Republik Türkei in Albanien. Seit 2009 residiert Hasan Sevilir Aşan als Botschafter der Republik Türkei in dem Botschaftsgebäude.
Mit dem Freundschaftsvertrag von 1923 begannen die diplomatischen Beziehungen zwischen der Türkei und Albanien. 1925 wurde in Vlora ein Konsulat eröffnet. 1926 wurde das Konsulat geschlossen und die Botschaft in der Durrës-Straße in Tirana eröffnet. Nachdem Albanien durch Italien besetzt worden war, wurde die Botschaft in ein Generalkonsulat umgewandelt. 1945 wurden die diplomatischen Beziehungen auf Wunsch der kommunistischen Führung Albaniens beendet und das Generalkonsulat geschlossen. 1958 wurde auf albanischen Wunsch hin eine Gesandtschaft eröffnet. 1966 wurden die Beziehungen wieder auf Botschaftsebene gehoben. Das ursprüngliche Botschaftsgebäude war aber in den 1950er Jahren der Nachbarrepublik Jugoslawien übergeben worden. Die erforderlichen Botschaftsgebäude, zu denen auch der Sitz des Militärattachés und das Wirtschaftskonsulat gehören, wurden in der Kavaja-Straße und seit Oktober 2006 in einem Außenquartier von Tirana in der Rruga e Elbasanit 65 bezogen. 